# José Miguel Huerta
José Miguel Huerta Muñoz (Victoria, 14 de junio de 1919 - Santiago, 8 de enero de 1989) fue un político y parlamentario chileno.

## Biografía
Nació en el fundo San Luis de Tricauco, comuna de Victoria, originalmente propiedad de su abuelo materno y fundador de Victoria, Bernardo Muñoz Vargas, el 14 de junio de 1919. Hijo de José Manuel Huerta Maturana, exdiputado, y de Lucrecia Muñoz Artigas. De su matrimonio -efectuado en Santiago, el 29 de junio de 1945- con María Eliana Marín Ossa, lo sobreviven cinco hijos y once nietos. 
Cursó su enseñanza primaria en Victoria y sus humanidades en la Academia de Humanidades y en el Liceo Valentín Letelier de Santiago en Santiago. Ingresó a la Escuela de Derecho de la Universidad de Chile a los 17 años, egresando a los 21 años, para luego titularse de abogado el año 1942. Su memoria de prueba se denominó "Caja de Forestación". Juró, en la I. Corte Suprema de Justicia, como abogado el 13 de enero de 1943. 
Ejerció los primeros años de su profesión en su ciudad natal, Victoria, y posteriormente en Santiago. 
En el año 1944 fue elegido regidor por Victoria ejerciendo el cargo por 3 años, y fue, más tarde, alcalde de la comuna entre los años 1947 y 1949. 
El último año fue elegido Diputado por la 20ª agrupación departamental de Angol, Collipulli, Traiguén, Victoria y Curacautín, provincia de Malleco. 
Simultáneamente hacía abandono de la Cámara de Diputados, su padre, José Manuel Huerta Maturana, quien había representado a esa zona en el parlamento por tres períodos, 1933 a 1949, llegando a ser Segundo Vicepresidente de esa corporación, cargo que también tuvo su hijo José Miguel, nombrado el 24 de mayo de 1961 hasta el 18 de diciembre de 1962, quien a su vez, representó a Malleco, por cuatro períodos consecutivos, de 1949 a 1965. Electo Senador en 1965.
En el primer período integró la Comisión de Economía y Comercio y fue diputado reemplazante en las Comisiones de Asistencia Médico-social e Higiene, de Gobierno Interior, de Constitución, Legislación y Justicia, de Hacienda, de Vías y Obras Públicas, y de Agricultura y Colonización; en el período 1953 a 1957 integró la Comisión de Economía y Comercio; entre 1957 y 1961 integró la Comisión de Hacienda y la de Economía y Comercio; y entre 1961 y 1965 integró nuevamente la Comisión de Hacienda. 
Durante su labor parlamentaria se le recuerda como autor de numerosas obras que hasta hoy benefician a la comuna de Victoria, entre las cuales se cuenta el edificio del Cuerpo de Bomberos, el hospital, el edificio del Seguro Social, el Liceo B-10 y numerosas poblaciones. Asimismo es autor de numerosos proyectos de ley, algunos de los cuales se concretaron en las siguientes leyes: Ley 13.905 que condona las sumas que señala, pagadas indebidamente al personal de la Corporación de la Vivienda; Ley Nº 14.599 que autoriza a la municipalidad de Angol para transferir gratuitamente a empleados y obreros de su dependencia los terrenos que indica; Ley Nº 15.467 que otorga la calidad de empleados a torneros y matriceros de los Ferrocarriles del Estado. 
Fue Presidente de la Asamblea Liberal de Victoria y Secretario de la Asamblea Liberal de Santiago. Asimismo, secretario, vicepresidente y presidente del partido Liberal durante el gobierno de Jorge Alessandri y jefe de los diputados liberales. En 1967 ingresó al partido Nacional, y fue generalísimo de la campaña presidencial de Jorge Alessandri en 1970. 
Se destacó también en el ámbito empresarial a través de la fundación de la Sociedad Periodística del Sur, SOPESUR, de la que nace el actual Diario Austral de Temuco, entre muchos otros, empresa de la que fue su gerente general y presidente del Directorio. 
También fue presidente de los directorios de la empresa de computación COMDAT, de AFP Magister y de Brink's Chile. 
Era también periodista colegiado, profesión que ejerció como columnista de diversos medios de prensa. Como abogado ejerció su profesión en forma particular y también representó en los tribunales al Banco de Chile durante 30 años. 
Entre otras actividades fue gerente de la Comunidad Huerta Muñoz, propietaria de la Feria de Victoria y de los fundos San Luis en Victoria y Baltimore en Collipulli. También se dedicó a la explotación de un fundo en Colchagua, comuna de La Estrella. Fue representante de la Cámara de la Caja de Retiro y Previsión de los Ferrocarriles del Estado y Consejero de la Corporación de la Vivienda, entre 1949 y 1953. 
Fue presidente del Rotary Club y del Club Aéreo de Victoria. También, socio del Club de Septiembre y socio del Club de la Unión. 
Falleció en Santiago el 8 de enero de 1989.

## Historia electoral

### Elecciones parlamentarias de 1965
- Elecciones parlamentarias de 1965 a Senador por la Octava Agrupación Provincial de Bío-Bío, Malleco y Cautín Período 1965-1973 (Fuente: Dirección del Registro Electoral, Domingo 7 de marzo de 1965)

| Candidato                     | Partido | Votos  | %     | Resultado |
| ----------------------------- | ------- | ------ | ----- | --------- |
| Luis Valdés Larraín           | PCU     | 4.853  | 3,03  |           |
| Joaquín Prieto Concha         | PCU     | 4.038  | 2,52  |           |
| Gustavo Loyola Vásquez        | PCU     | 1.788  | 1,11  |           |
| Juan Widmer Ewertz            | PCU     | 3.082  | 1,92  |           |
| Julio Durán Neumann           | PR      | 23.793 | 14,84 | Senador   |
| Julio Sepúlveda Rondanelli    | PR      | 7.532  | 4,69  |           |
| Carlos Montero Schmidt        | DAL     | 1.525  | 0,95  |           |
| Hernán Lavandero Figueroa     | DAL     | 2.214  | 1,38  |           |
| Gonzalo Quinteros Tricot      | DAL     | 357    | 0,2   |           |
| Alejandro Hales Jamarne       | DAL     | 3.604  | 2,25  |           |
| Renán Fuentealba Moena        | PDC     | 45.513 | 28,38 | Senador   |
| José García González          | PDC     | 1.583  | 0,99  | Senador   |
| Ricardo Ferrando Keun         | PDC     | 14.855 | 9,26  | Senador   |
| Jorge Saelzer Balde           | PL      | 3.515  | 2,19  |           |
| Miguel Huerta Muñoz           | PL      | 15.430 | 9,62  |           |
| Luis Fernando Luengo Escalona | PADENA  | 16.380 | 10,2  | Senador   |
| Alfredo Kuncar Uhlmann        | PADENA  | 1.340  | 0,84  |           |
| José Marcos Lamas             | PADENA  | 8.957  | 5,59  |           |

### Elecciones parlamentarias de 1973
- Elecciones parlamentarias de 1973 a Senador por la Octava Agrupación Provincial de Bío-Bío, Malleco y Cautín Período 1973-1981 (Fuente: Dirección del Registro Electoral, Domingo 6 de marzo de 1973)

| Candidato                     | Pacto          | Partido | Votos  | %     | Resultado |
| ----------------------------- | -------------- | ------- | ------ | ----- | --------- |
| Renán Fuentealba Moena        | CODE           | PDC     | 37.679 | 14,10 | Senador   |
| Jorge Lavandero Illanes       | CODE           | PDC     | 46.376 | 17,36 | Senador   |
| Patricio Phillips Peñafiel    | CODE           | PN      | 42.197 | 15,79 | Senador   |
| Miguel Huerta Muñoz           | CODE           | PN      | 21.657 | 8,11  |           |
| Julio Durán Neumann           | CODE           | DR      | 17.620 | 6,59  |           |
| Jaime Suárez Bastidas         | Unidad Popular | PS      | 45.291 | 16,95 | Senador   |
| Ernesto Araneda Briones       | Unidad Popular | PC      | 35.646 | 13,34 | Senador   |
| Luis Fernando Luengo Escalona | Unidad Popular | PR      | 20.726 | 7,76  |           |